# Euxoa fietilis
Euxoa fietilis là một loài bướm đêm trong họ Noctuidae.